# Куликово (Лузький район)
Кулико́во (рос. Куликово) — присілок у складі Лузького району Кіровської області, Росія. Входить до складу Лузького міського поселення.
Населення становить 195 осіб (2010, 250 у 2002).
Національний склад станом на 2002 рік — росіяни 98 %.